# Lycée français international de Las Terrenas - Théodore-Chassériau
 (juillet 2018).

Carte de la République dominicaine : la province de Samaná est en rouge.

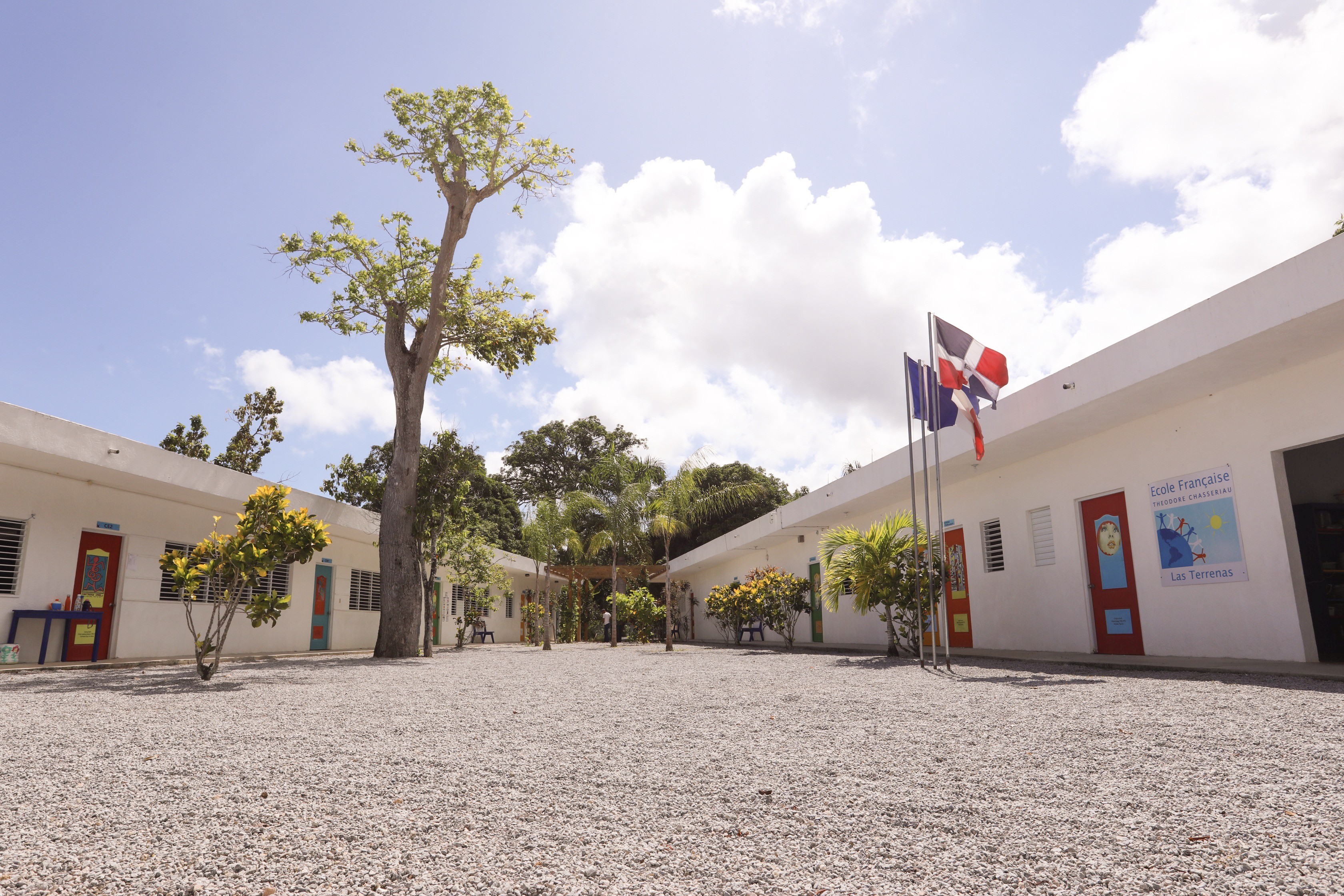
Le Lycée Français International de Las Terrenas en 2019.

Le Lycée français international de Las Terrenas - Théodore-Chassériau est un établissement scolaire, situé dans le village de Las Terrenas, dans la péninsule de Samaná, en République dominicaine. 
Il fait partie des 270 établissements partenaires du réseau de l'agence pour l'enseignement français à l'étranger. 

## Histoire

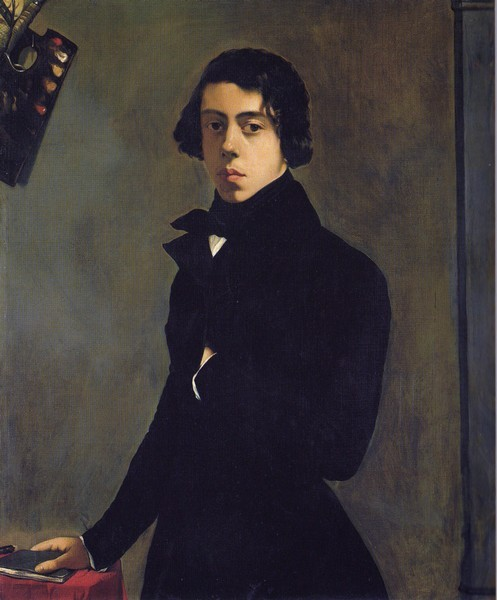
Autoportrait de Théodore Chassériau (1835), Paris, musée du Louvre.

Créée en 1988 avec initialement une dizaine d’enfants, comme centre de répétition du CNED, l’école française s’est structurée en  association de parents d’élèves à but non lucratif en 1998 en particulier grâce à l’impulsion de Gérard Prystasz, consul honoraire de Las Terrenas, et a pris le nom de Théodore Chassériau, peintre  romantique français né à El_Limón_(Samaná) (es). 
L’école obtient l’homologation du Primaire en 2004, date à laquelle elle rejoint le réseau de l' AEFE, sous l’égide du Ministère des Affaires étrangères. Cette homologation implique le recrutement d’enseignants titulaires de l’Éducation nationale française et des inspections annuelles de l’Éducation nationale française zone, basé au Lycée franco-mexicain (LFM) de Mexico[réf. nécessaire]. 
En 2015 elle obtient l’extension d’homologation en 6e,. 
En 2010, après de nombreux déménagements, la « petite école au toit de chaume » s’établit dans le quartier de Monte Adentro. L’association y acquiert un terrain de plus de 4 000 m2 pour y bâtir 11 salles de classe pouvant accueillir les élèves de la maternelle à la 3e. 
L'école enseigne ses cours[Lesquels ?] en français, en espagnol et en anglais dans le cadre des dispositifs Parle, Emileet DNL mis en place à la rentrée 2018. 
Dans le cadre d'une politique volontariste d'ouverture au pays d'accueil, un dispositif d’accompagnement pour les élèves allophones a été mis en place en 2017 afin de permettre leur intégration progressive[réf. nécessaire].
Depuis la rentrée 2017, les élèves de 6e suivent un cycle de voile dans le cadre de leurs cours d'éducation physique et sportive[réf. nécessaire][Depuis quand ?]. 
En 2018, une classe de 2de en CNED est ouverte. À l’issue de leur scolarité à l’École Française, les élèves ont la possibilité de passer leur baccalauréat à  Saint-Domingue, au Lycée Français, ou leur collégial à Sainte-Anne, à Montréal, établissement partenaire depuis 2017. 
Depuis 2017, l’école a inscrit dans son projet d’établissement[Depuis quand ?] l’éducation à l’écocitoyenneté et est particulièrement engagée dans les problématiques liées à la gestion des déchets sur l’île (zéro déchet, Dominicana Limpia).
L’École est centre de regroupement de la communauté française[Quoi ?] en cas de catastrophes naturelles, comme ce fut le cas lors des cyclones Irma et Maria en 2018[réf. nécessaire].
À la rentrée 2019, afin d'afficher son ouverture au pays d'accueil et son modèle éducatif plurilingue, l'établissement change de nom pour devenir le Lycée Français International de Las Terrenas. 